# ترون‌یی
ترون‌یی (به فرانسوی: Trugny) یک کمون در فرانسه است که در Canton of Seurre واقع شده‌است.

## خصوصیات
ترون‌یی ۶٫۸۶ کیلومترمربع مساحت و ۱۱۴ نفر جمعیت دارد و ۱۸۵ متر بالاتر از سطح دریا واقع شده‌است.